# 온타리오 미술관

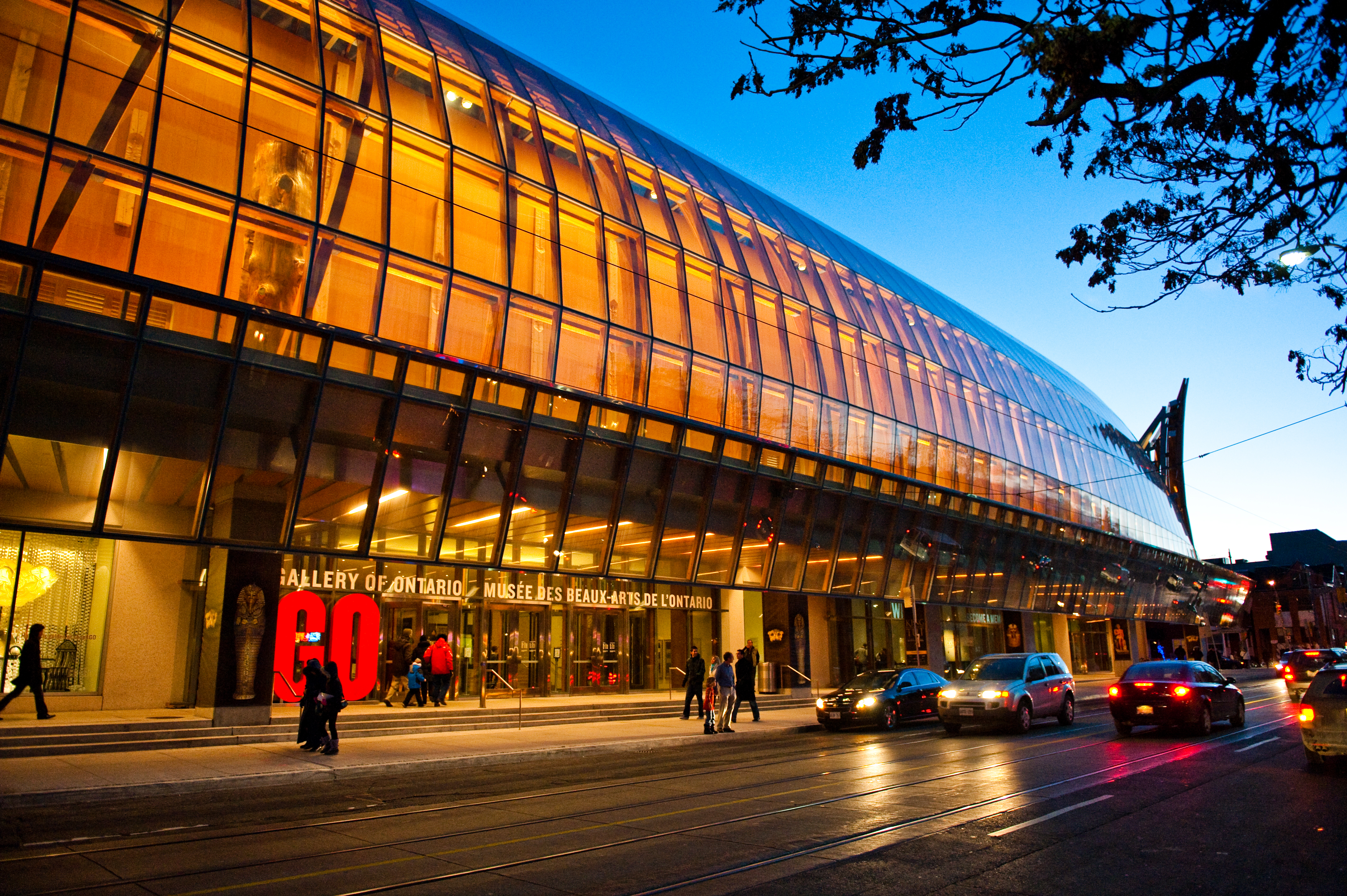
온타리오 미술관

온타리오 미술관(영어: Art Gallery of Ontario, AGO)은 캐나다 토론토에 있는 미술관이다.